# In the Absence of Pink
In the Absence of Pink uživo je album britanskog hard rock sastava Deep Purple, kojeg 1991. godine objavljuje diskografska kuća 'Connoisseur Collection'.
Materijal je prvotno snimio BBC na 'Knebworth' festivalu, povodom Purpleovog povratka na scenu nakon što su se nanovo okupili 1984. godine. Skladbe  "Under the Gun" i kraća inačica "Woman from Tokyo", iz nekog razloga BBC nije uključio u popis pjesama. Iako je skladba "Child in Time" bila sastavni dio njihovih koncerata, ovaj put je nisu izveli. Skladba "Difficult to Cure", obrada je Beethovenove Ode radosti iz 9. simfonije, a kasnije ju je snimio i Blackmore sa sastavom Rainbow.
Naslov je preuzet iz uvodne skladbe koju je napisao Ian Gillan, a odnosi se na kišu i tehničke probleme, koji su odgodili početak nastupa.

## Popis pjesama
Sve pjesme napisali su Ian Gillan, Ritchie Blackmore, Roger Glover, Jon Lord i Ian Paice, osim gdje je drugačije naznačeno.

### Disk 1
1. "Highway Star" - 6:57
2. "Nobody's Home" - 4:08
3. "Strange Kind of Woman" - 8:47
4. "Gypsy's Kiss" (Gillan, Blackmore, Glover) - 6:20
5. "Perfect Strangers" (Gillan, Blackmore, Glover) - 6:54
6. "Lazy" - 7:03
7. "Knocking at Your Back Door" (Gillan, Blackmore, Glover) - 9:10

### Disk 2
1. "Difficult to Cure" (Ludwig van Beethoven, Blackmore, Glover, Don Airey) - 9:23
2. "Space Truckin'" - 14:49
3. "Speed King" - 10:12
4. "Black Night" - 6:43
5. "Smoke on the Water" - 10:24

## Izvođači
- Ritchie Blackmore - gitara
- Ian Gillan - vokal
- Roger Glover - bas-gitara
- Jon Lord - klavijature
- Ian Paice - bubnjevi

## Vanjske poveznice
- Discogs.com - Deep Purple - In the Absence of Pink